# Brændt a'
Brændt a' er en stumfilm fra 1916 med ukendt instruktør.